# Kerkhof van Jette (begraafplaats)
Het kerkhof van Jette is een begraafplaats in de gemeente Jette, in de nabijheid van de Sint-Pieterskerk. Deze begraafplaats wordt omsloten door de Smet de Naeyerlaan, de Secrétinlaan en de Heilig-Hartlaan. Het Koning Boudewijnpark ligt in de onmiddellijke omgeving.
Op de begraafplaats is een herdenkingsmonument voor de soldaten gesneuveld in de Eerste Wereldoorlog gelegen. Rond dit monument liggen Belgische soldaten begraven.
De tramhalte kerkhof van Jette is aan de ingang van de begraafplaats gelegen.

## Gallerij

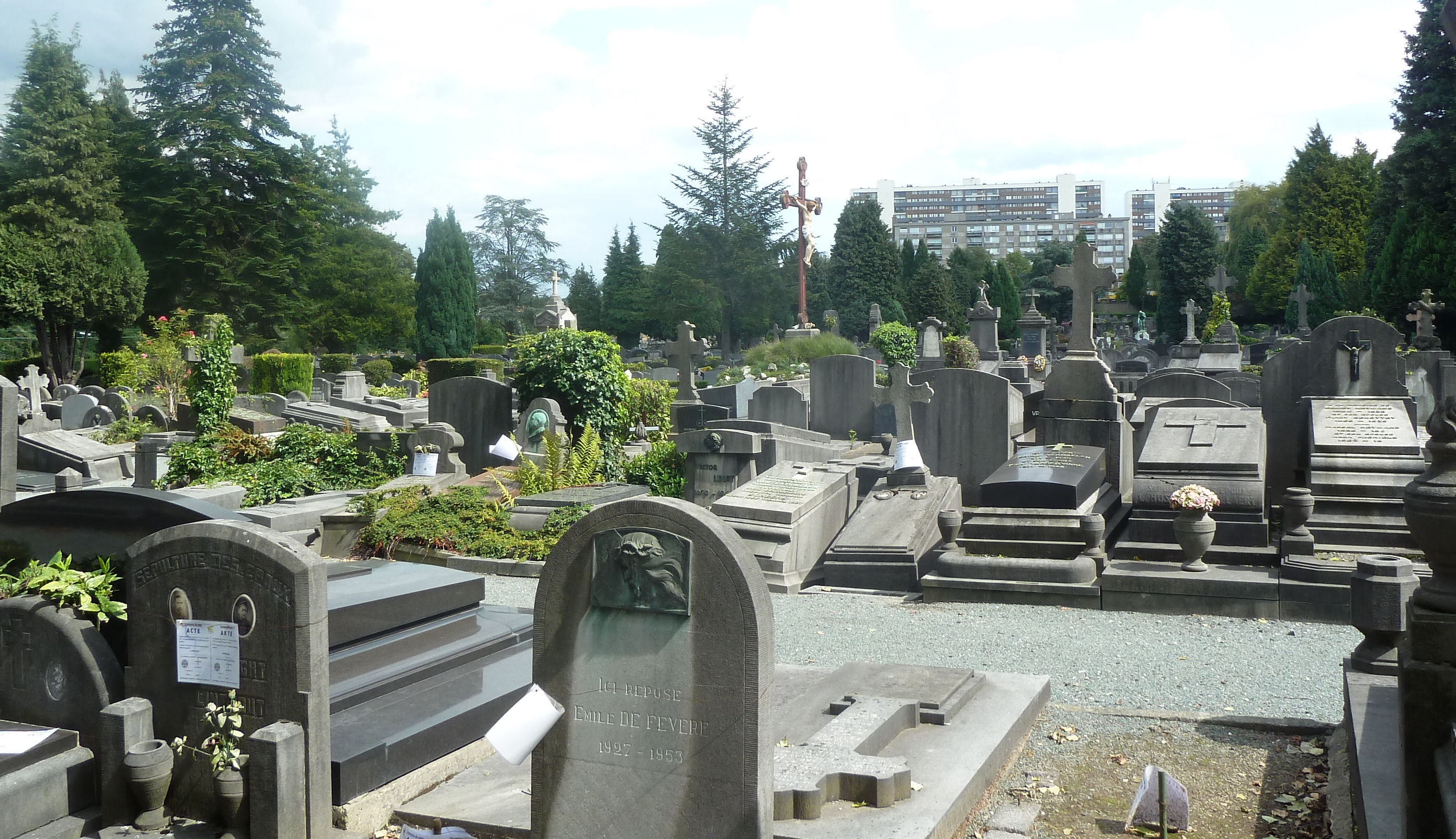
Overzicht
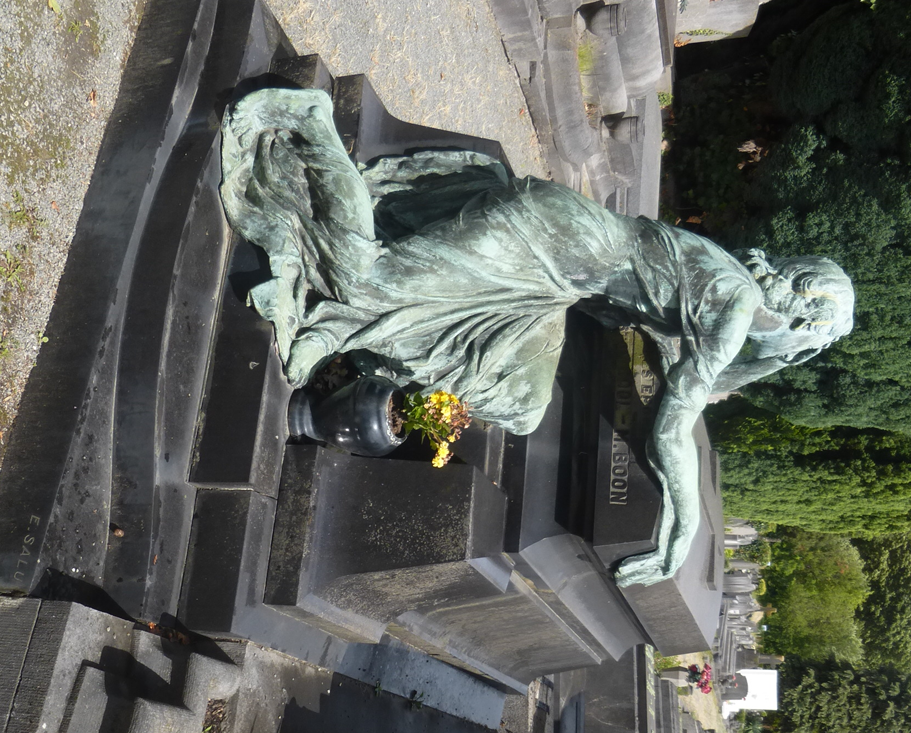
Bronzen pleureuse door Ernest Salu
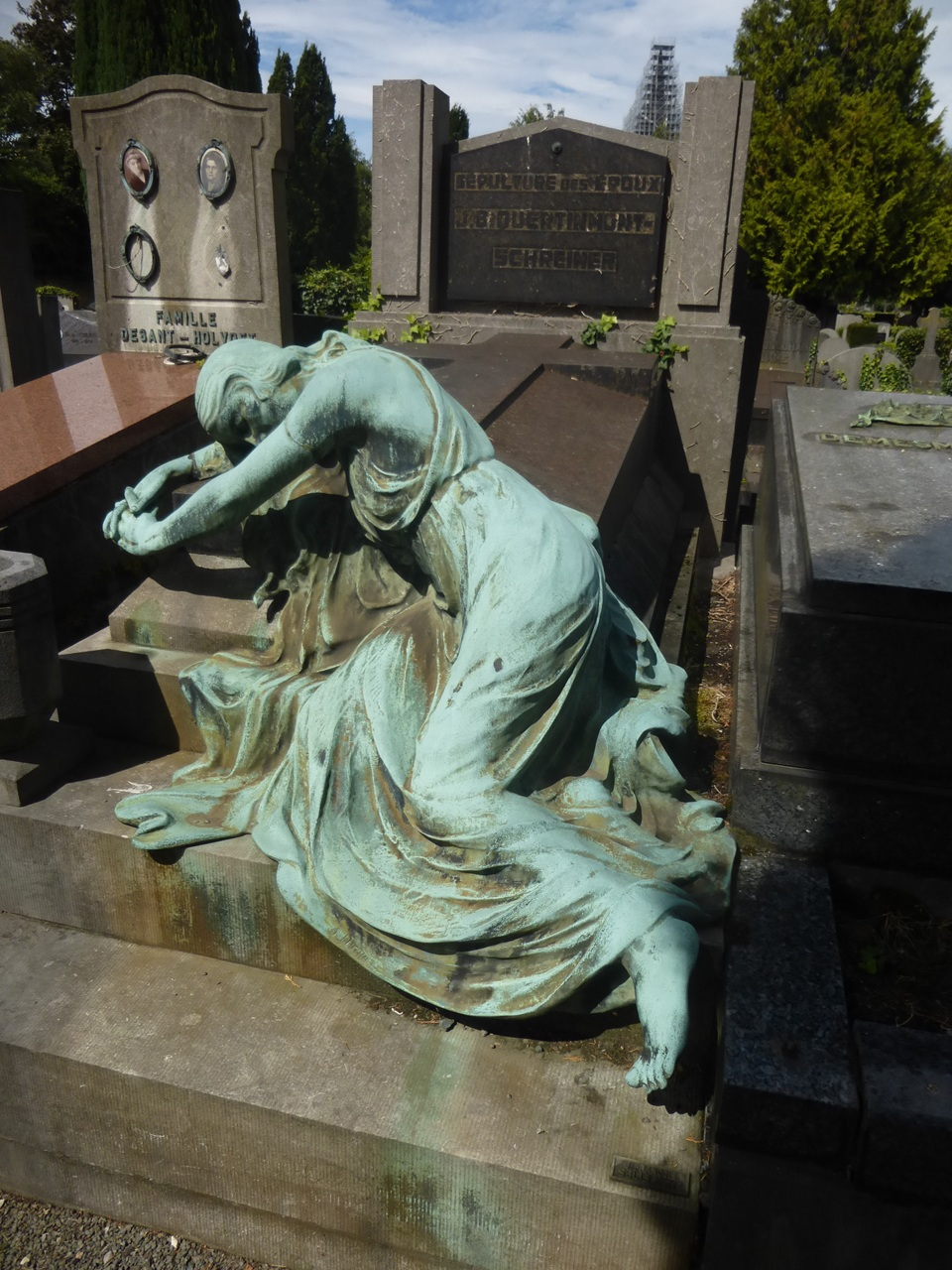
Bronzen pleureuse op het graf Quertin-Mont-Schreiner door Sylvain Norga.